# Leif Thorling
Leif Ivar I:son Thorling, född den 14 augusti 1916 i Ronneby, död den 26 januari 1963 i Östersund, var en svensk läkare. Han var son till Ivar Thorling. 
Thorling blev medicine licentiat vid Uppsala universitet 1944 och medicine doktor 1955. Han innehade olika läkarförordnanden 1944–1958, var överläkare på medicinska kliniken vid Mora lasarett 1958–1960 och vid Östersunds lasarett från 1960. Thorling författade skrifter i invärtes medicin.